# Равнодушни лепотан
Равнодушни лепотан је позоришна представа коју је режирао Јован Јовановић према делу Жана Коктоа.
Поред режије, Јовановић је радио и као техничко вођство на представи.
Премијерно приказивање било је 17. јануара 1963. у позоришту ДАДОВ.

## Улоге
| Лица | Глумци             |
| ---- | ------------------ |
| Она  | Гордана Недељковић |
| Он   | Ненад Ристић       |